# 諫早市立森山中学校
諫早市立森山中学校（いさはやしりつ もりやまちゅうがっこう、Isahaya City Moriyama Junior High School）は、長崎県諫早市森山町下井牟田にある公立中学校。

## 概要
歴史
1947年（昭和22年）の学制改革で「森山村立森山中学校」として創立。当初は村内の小学校2校に併設される形で分散授業を行っていたが、1952年（昭和27年）に統合された。森山村の町制施行に際し森山町立森山中学校に、諫早市との合併とともに現在の学校名になる。
校訓
「自律・創造・健康」
校章
校名の「森山」を図案化したものを背景にして、中央に「中」の文字を置いている。
校歌
作詞は風木雲太郎、因みにこの風木雲太郎は諫早高校の校歌も手掛けている。作曲は寺崎良平による。歌詞は2番まであり、校名は歌詞中に登場しない。
校区
諫早市立森山西小学校、諫早市立森山東小学校の校区（森山町全域）。

## 沿革
- 1947年（昭和22年）
  - 4月1日 - 学制改革により、森山西国民学校の高等科、森山東国民学校の高等科、および青年学校の普通科が改組され、新制中学校「森山村立森山中学校」が発足。
    - 当初は森山村立森山西小学校に併設する形で「西校舎」、森山村立森山東小学校に併設する形で「東校舎」の2校舎体制で分散授業が行われる。

  - 5月3日 - 開校式を挙行。以降この日を創立記念日とする。
- 1948年（昭和23年）- サマータイムを実施。
- 1949年（昭和24年）- 現在地に木造校舎5教室が完成。
- 1952年（昭和27年）
  - この年 - 6教室を増築。
  - 4月 - 東西校舎を統合（実質的統合）。サマータイムを廃止。
- 1956年（昭和31年）- 旧兵舎の払い下げを受け、その資材で講堂を建設。
- 1957年（昭和32年）- 大水害により、学校前の水田が埋没。
- 1958年（昭和33年）- 前年の大水害で埋没した学校前の水田を運動場用地として買収。
- 1960年（昭和35年）- 4教室を増築。
- 1962年（昭和37年）- 水道設備・技術室が完成。
- 1966年（昭和41年）- 音楽室・調理室が完成。
- 1969年（昭和44年）4月1日 - 町制施行により、「森山町立森山中学校」に改称。
- 1971年（昭和46年）3月 - 体育館が完成。
- 1982年（昭和57年）3月 - 鉄筋コンクリート造3階建ての新校舎が完成。運動場を整備。
- 1983年（昭和58年）3月 - 玄関正面にブロンズ像「思考」を設置。
- 2004年（平成16年）3月 - 新体育館が完成。
- 2005年（平成17年）3月1日 - 市町村合併により「諫早市立森山中学校」（現校名）に改称。

## アクセス
最寄りのバス停
- 県営バス 森山図書館前バス停

最寄りの国道・県道
- 長崎県道124号大里森山肥前長田停車場線

## 周辺
- 諫早市役所森山支所
- 森山武道館
- 諫早市立森山図書館
- 諫早市立森山西小学校
- 森山郵便局
- 諫早警察署森山警察官駐在所
- 諫早市立森山スクールランチセンター（学校給食センター）
- もりやま保育園

## 著名な出身者
- 阿修羅・原（ラグビー日本代表選手、プロレスラー）
- 嗣子鵬慶昌（大相撲力士）
- 釜元豪（プロ野球選手）
- 山﨑賢人（競輪選手、自転車競技選手）

## 関連事項
- 長崎県中学校一覧